# Nuno Álvares Pereira
Dom Nuno Álvares Pereira, OCarm (phát âm tiếng Bồ Đào Nha châu Âu: [ˈnunu ˈalvɐɾɨʃ pɨˈɾɐjɾɐ]; 24 tháng 6 năm 1360 – 1 tháng 11 năm 1431) là một vị tướng Bồ Đào Nha rất thành công, người có vai trò quyết định trong Cuộc khủng hoảng 1383–1385 đảm bảo sự độc lập của Bồ Đào Nha khỏi Vương quyền Castilla. Sau đó, ông trở thành một nhà thần bí và được Giáo hoàng Biển Đức XV phong chân phước năm 1918, và được Giáo hoàng Biển Đức XVI phong thánh năm 2009.
Nuno Álvares Pereira thường được gọi là Thánh Constable (tiếng Bồ Đào Nha: Santo Condestável) hoặc Thánh Nuno xứ Saint Mary (tiếng Bồ Đào Nha: São Nuno de Santa Maria), tên tôn giáo của ông. Ông là bá tước xứ Barcelos, Ourém và Arraiolos.
Nuno là bạn thân của João I của Bồ Đào Nha, vị quân chủ đầu tiên đến từ Nhà Aviz, João I có một người con ngoài giá thú là Afonso, nhà vua chỉ hôn Afonso cho người con gái duy nhất của Nuno là Beatriz Pereira de Alvim. Chỉ 7 thế hệ sau, vào năm 1640, hậu duệ của cặp đôi này đã trở thành vua Bồ Đào Nha, khởi đầu bởi João IV của Bồ Đào Nha, khai sinh ra triều đại Braganza, đã sản sinh ra 15 vị quân chủ Bồ Đào Nha và 4 hoàng đế Brasil, cũng như rất nhiều vương hậu, hoàng hậu cho các quân chủ châu Âu khác.